# شهرستان اسمیت (میسیسیپی)
شهرستان اسمیت، میسیسیپی (به انگلیسی: Smith County, Mississippi) یک سکونتگاه مسکونی در ایالات متحده آمریکا است که در ایالت میسیسیپی واقع شده‌است.